# تريسي آدامز
تريسي آدامز (بالإنجليزية: Tracy Adams)‏ هي مؤرخة أمريكية، ولدت في 1959.

## وصلات خارجية
- الموقع الرسمي